# Preiskontrolle

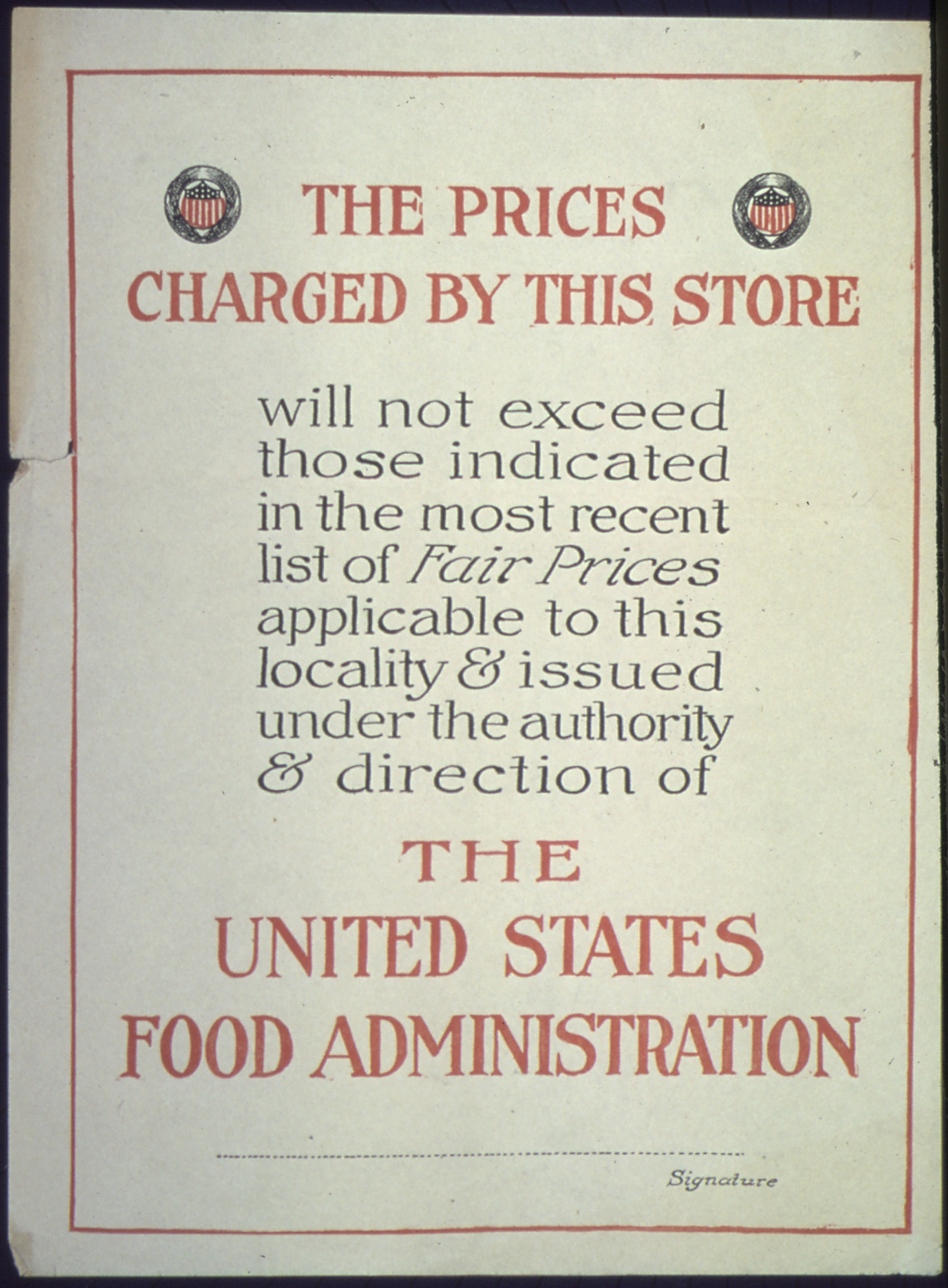
Plakat des Ersten Weltkriegs von der United States Food Administration.

Als Preiskontrolle (oder Preisüberwachung; englisch price control) wird in der Wirtschaft und Wirtschaftspolitik ein staatlicher Markteingriff bezeichnet, der im Falle eines Marktversagens die Überwachung der Marktpreise zum Ziel hat.

## Allgemeines
In Marktwirtschaften wird die Preisbildung von Gütern und Dienstleistungen dem Preismechanismus der Märkte überlassen, Zentralverwaltungswirtschaften sind dagegen durch die staatliche Festlegung von Preisen und Löhnen gekennzeichnet und benötigen keine zusätzlichen Preiskontrollen. Die Unterschiede zwischen beiden Wirtschaftsordnungen können daher wie folgt gegenübergestellt werden:
| Merkmal           | Zentralverwaltungswirtschaft                        | Sozialistische Marktwirtschaft                                            | Marktwirtschaft                                                                                           |
| ----------------- | --------------------------------------------------- | ------------------------------------------------------------------------- | --- |
| fixierte Preise   | staatlich fixierte Preise und teilweise Marktpreise | Marktpreise, ausnahmsweise auch Mindest- und Höchstpreise und Preisstopps | freie Preisbildung, administrierte Preise zulässig; bei Marktversagen auch staatliche Preisstopps möglich |
| Produktionsmittel | Produktionsmittel verstaatlicht                     | vergesellschaftetes Eigentum an Produktionsmitteln                        | Privateigentum an Produktionsmitteln                                                                      |
| Formalziel        | Prinzip der Planerfüllung                           | Einkommensprinzip und teilweise Erwerbsprinzip                            | Erwerbsprinzip, ausnahmsweise auch Kostendeckungsprinzip (bei öffentlichen Unternehmen)                   |

Staatliche Preiskontrollen sind in der Zentralverwaltungswirtschaft systemimmanent, in der Marktwirtschaft die Ausnahme.

## Geschichte
Bereits die Römer kannten Preiskontrollen. Der römische Kaiser Diokletian ordnete im Jahre 301 umfangreiche Preiskontrollen für Nahrungsmittel an. Verstöße dagegen wurden mit der Todesstrafe geahndet. Da die Höchstpreise dennoch fehlschlugen, kam es 314 zu ihrer Aufhebung. Im Mittelalter verhängte Berlin 1272 einen Festpreis für Backwaren, um 1300 gab es Festpreise für Bier.
So wurde im Spanien des fünfzehnten und sechzehnten Jahrhunderts nach der Preisrevolution eine permanente Regelung des Höchstpreises für Weizen (nomée tasa del trigo) eingeführt, die von den damaligen Juristen und Theologen befürwortet oder abgelehnt wurden.
Der in Deutschland im Oktober 1936 während der Nazizeit verhängte Lohn- und Preisstopp galt noch bis zur Nachkriegszeit. Ludwig Erhard ließ am 25. Juni 1948 eine „Anordnung über Preisbildung und Preisüberwachung nach der Währungsreform“ veröffentlichen, wodurch die Preise fast aller Fertigprodukte freigegeben wurden. In seiner Funktion als stellvertretender Leiter des Büros für Preisüberwachung (englisch Office of Price Administration) war John Kenneth Galbraith ein strenger Verfechter von Preiskontrollen und Rationierungen in Kriegszeiten.
James Edward Meade setzte sich 1951 für eine massive Umverteilung sowie Lohn- und Preiskontrollen als Mittel der Bekämpfung von Inflation und Arbeitslosigkeit ein. In den Niederlanden gab es ab 1969 Preiskontrollen sowie die Indexierung von Löhnen und Preisen auf Tarifvertragsebene. Nachdem in den USA die anhaltende Rezession nicht zu einem Rückgang der Inflation geführt hatte, ging US-Präsident Richard Nixon im August 1971 zu Preiskontrollen über, die bis April 1974 aufrechterhalten blieben.
Eine hohe Inflation veranlasste ab 1972 viele Staaten Europas zu Preisstopps, Preiskontrollen oder freiwilligen Preisbeschränkungen:
| Staat                  | Preisstopp=PS Preiskontrolle=PK freiwillige Preisbeschränkung=PB | Inflationsrate im Juni 1973 gegenüber Juni 1972 |
| ---------------------- | ---------------------------------------------------------------- | ----------------------------------------------- |
| Schweden               | PS                                                               | 6,9 %                                           |
| Belgien                | PK                                                               | 6,9 %                                           |
| Deutschland            | [ 11 ]                                                           | 7,2 %                                           |
| Österreich             | PB                                                               | 7,2 %                                           |
| Frankreich             | PB                                                               | 7,4 %                                           |
| Norwegen               | PB                                                               | 7,8 %                                           |
| Schweiz                | PK                                                               | 8,0 %                                           |
| Niederlande            | PK                                                               | 8,3 %                                           |
| Dänemark               | PK                                                               | 8,8 %                                           |
| Vereinigtes Königreich | PK                                                               | 9,4 %                                           |
| Spanien                | PB                                                               | 10,8 %                                          |
| Italien                | PS                                                               | 11,5 %                                          |
| Portugal               | PB                                                               | 11,7 %                                          |
| Irland                 | PK                                                               | 11,7 %                                          |

Trotz eingeführter preisbegrenzender Maßnahmen konnte die Inflation nicht verhindert werden. Grund ist, dass die Inflationsursachen nicht bekämpft wurden, so dass Preiskontrollen oder Preisstopps lediglich zu einer „zurückgestauten Inflation“ führten.
Im Januar 1992 hob die Regierung Russlands die Preiskontrollen für 80 % der Einzelhandelspreise und 90 % der Produktionspreise auf. Da meist große Angebotslücken vorhanden waren, kam es zu einer Hyperinflation. Ab Februar 1995 durften Preiskontrollen regional wieder eingeführt werden.
Frankreich führte im Herbst 2023 im Rahmen eines Inflationspaktes und gegen Konzern-Widerstände (Unilever, Nestle, Pepsico) Fixpreise für 5000 Artikel ein. Schon im Jahr zuvor hatte es in der Lebensmittelbranche schärfere staatliche Preiskontrollen gegeben. Staatliche Verbraucherschützer hätten schon 1.200 Inspektionen vorgenommen.

## Umfang
In einer Marktwirtschaft muss der Staat klären, wann er wegen des Preisniveaus oder der Preispolitik von Unternehmen in das Marktgeschehen durch Markteingriff eingreifen wird. Zur Durchführung des Eingriffs ist eine umfangreiche Bürokratie erforderlich. Preiskontrollen werden deshalb häufig einer Aufsichtsbehörde oder einer speziellen Kontrollbehörde anvertraut.
Die Missbrauchsaufsicht über marktbeherrschende Unternehmen sieht Preiskontrollen für auffällig überhöhte Preise vor. Nach § 19 Abs. 2 Nr. 2 GWB darf ein Unternehmen mit marktbeherrschender Stellung keine Preise oder Entgelte verlangen, die von denjenigen abweichen, die sich bei wirksamem Wettbewerb mit hoher Wahrscheinlichkeit ergeben würden. Der öffentlich-rechtliche Rundfunk unterliegt in Deutschland einer Preiskontrolle über die Festsetzung der Rundfunkabgabe.
Auch die vom Staat festgelegten Höchst- und Mindestpreise stellen eine Preiskontrolle dar, weil sie weder überschritten noch unterschritten werden dürfen und einer Überwachung unterliegen. Der Höchstpreis liegt unterhalb des Gleichgewichtspreises, beim Mindestpreis liegt der Gleichgewichtspreis darüber.

## Instrumente der Preiskontrolle
Das Hauptinstrument der Preiskontrolle ist die staatliche Preisfixierung. Diese kann in Form von Höchstpreisgrenzen oder in Form von Mindestpreisgrenzen auftreten. Beide Preisgrenzen stellen einen staatlichen Eingriff in die freie Preisbildung dar und setzen sie partiell außer Kraft.

### Höchstpreiskontrolle
Die Höchstpreiskontrolle ist die staatlich festgelegte Preisobergrenze, die unterhalb des am Markt abgebildeten Gleichgewichtspreises für ein Gut liegt. Ziel ist entweder die Korrektur möglicher Marktstörungen oder den Konsumenten vor Ausbeutungen durch überhöhte Preise schützen, indem man das betreffende Gut zu einem möglichst niedrigen Preis zur Verfügung stellt. Dies kommen aber vor allem in Zeiten des wirtschaftlichen Mangels vor, wie z. B. in Kriegszeiten oder bei Naturkatastrophen. Die Bevölkerung soll mit lebensnotwendigen Gütern zu angemessenen Preisen versorgt werden.
Das Optimum sollte eine Markträumung sein. Das ist in der Graphik der Punkt, an dem sich die Nachfragekurve und die Angebotskurve schneiden {\displaystyle (p*,q*)}. An diesem Punkt wird genau so viel nachgefragt wie vorhanden ist. Wird die Höchstpreiskontrolle nun über dem sich bei freier Preisbildung einstellende Marktpreis liegen, ist das nicht von großer Bedeutung, da auf Dauer der Gleichgewichtspreis {\displaystyle p*} realisiert wird.
Liegt die Höchstpreisobergrenze unter dem Gleichgewicht, wie in der Grafik abgebildet, so führt dies zu einem Nachfrageüberhang. Die Konsumenten werden bei dem niedrigen Preis ihre Nachfrage nach dem Gut auf {\displaystyle q2} erhöhen, während die Anbieter ihre Produktion auf die Menge {\displaystyle q1} reduzieren. Der Nachfrageüberhang kann sich alleine nicht mehr abbauen. Das heißt, dass weniger Güter angeboten werden als benötigt. Aufgrund der hohen Nachfrage bilden sich deshalb häufig Schwarzmärkte, bei denen Güter zu Preisen gehandelt werden, die über dem Höchstpreis liegen. Der Staat muss eingreifen, wenn es um lebenswichtige Güter geht, in dem er z. B. das Angebot durch Verpflichtung der Unternehmen zu Produktion lebensnotwendiger Güter ausweitet. Das kann auch in Form von Bezugsscheinen oder Lebensmittelmarken sein.
Eine Alternative, um den Nachfrageüberhang abzubauen, wäre die Subventionierung des Angebots, die jedoch mit Staatsausgaben für den Staat verbunden ist. Das heißt, der Staat zahlt eine Subvention in Höhe eines bestimmten Betrags {\displaystyle t} für jede Einheit des produzierten Gutes an die Anbieter. Dadurch würde es dann zu einer Verschiebung der Angebotskurve nach rechts zur Angebotskurve 2 kommen, und somit zu dem neuen Gleichgewicht {\displaystyle ({\text{Höchstpreis}},q2)}. Die Konsumenten könnten das Gut weiterhin zu dem Höchstpreis kaufen und die Anbieter können diese Gut zum Preis {\displaystyle p1={\text{Höchstpreis}}+t} verkaufen.
Der Staat zahlt für jede Einheit {\displaystyle t} Geldeinheiten an das Unternehmen.
Beispiel Mietpreisbremse
Ein Beispiel für die Preiskontrolle ist die Mietpreisbremse. Diese gilt seit dem 1. Juni 2015 und soll in den Ballungszentren die Miete kontrollieren. In Ballungszentren wie Berlin oder München mit besondere Wohnraummangel liegen die Preise deutlich über dem Marktgleichgewichtspreis, und um diese zu regulieren und auch den Einkommensschwachen zu helfen, wurde die Mietpreisbremse aufgrund von Ausbeutungsmissbrauch eingeführt. Bei einer Neuvermietung darf die Miete nicht höher als 10 % über der oberen örtlichen Vergleichsmiete liegen. Ausnahmen gibt es bei Neubauten oder Grundsanierungen.

### Mindestpreiskontrolle
Die Mindestpreiskontrolle ist die staatlich festgesetzte Preisuntergrenze. Mindestpreise sollen vor allem die Hersteller in bestimmten Wirtschaftszweigen wie der Landwirtschaft oder dem Bergbau vor starken Preissenkungen und ruinösem Wettbewerb schützen (Einzelnachweis, und Kampfpreisunterbietung), indem sie ihnen auskömmliche Erlöse und Einkommen sichert.
Auch beim Mindestpreis ist es aus ökonomischer Sicht wünschenswert, eine Markträumung zu erreichen. Liegt der Mindestpreis unterhalb des am Markt abgebildeten Gleichgewichtspreises {\displaystyle p*}, so tritt keine Beeinträchtigung für Angebot und Nachfrage auf.
Liegt der Mindestpreis jedoch wie in der Grafik oberhalb des Gleichgewichts, entsteht ein Angebotsüberhang (in Höhe von {\displaystyle q2-q1}), das heißt, das Angebot ist höher als die Nachfrage. Die nachgefragte Menge der Konsumenten ist für diesen Preis auf {\displaystyle q1} gesunken. Daraufhin reagieren die Produzenten mit der Ausdehnung ihres Angebots nach {\displaystyle q2}. Die Konsumenten fragen jedoch weiterhin nur die Menge {\displaystyle q1} nach. Der Angebotsüberhang kann jetzt aufgrund der Preiskontrolle nicht mehr abgebaut werden. Es kann dadurch zur Entstehung von Graumärkten kommen, auf denen die betreffenden Güter zu geringeren Preisen weiterverkauft werden. Der Staat muss nun weitere Maßnahmen in verschiedenen Formen ergreifen. Eine davon wäre die staatliche Abnahmegarantie. Um die Mindestpreise für landwirtschaftliche Erzeugnisse zu sichern, wurden unter anderem Schlachtprämien für Vieh, Höchstabnahmemengen für Milch usw. festgelegt. Bestimmte Produkte wurden auch vom Staat auf Vorrat zu Mindestpreisen gekauft und eingelagert, wie z. B. beim Butterberg. Diese Vorräte wurden von Zeit zu Zeit durch bestimmte Maßnahmen wieder abgebaut, dazu gehörten auch der Verkauf landwirtschaftlicher Produkte zu Niedrigstpreisen ins Ausland, die Verarbeitung von Getreide zu Viehfutter oder sogar die Vernichtung von landwirtschaftlichen Erzeugnissen. Eine weitere Alternative um die Überschussproduktion zu verhindern, wäre die nachgefragte Menge {\displaystyle q1} zu diesem Zweck in Produktionsquoten unterteilt, die für den Anbieter die Obergrenze der Produktion festlegen.
Noch eine andere Alternative wäre die Subventionierung der Nachfrager. Der Staat zahlt dem Konsumenten pro gekaufte Einheit des Gutes eine Preissubvention in Höhe von {\displaystyle t} pro Einheit des Gutes. So verschiebt sich die Nachfragekurve zur Nachfragekurve 2. Die Nachfrager können nun die Menge {\displaystyle q2} zum Mindestpreis erwerben, zahlen ab nur {\displaystyle p1} da sie {\displaystyle t} vom Staat zurückbekommen. Für den Staat entstehen hier jedoch immense Folgekosten.
Würde die Preisfixierung genau in Höhe des Gleichgewichtspreises vorgenommen werden, gäbe es kein Stabilitätsproblem im Falle verzögerter Anpassungspreisreaktionen. Dazu wären jedoch genaue Kenntnisse über den Verlauf von Angebots- und Nachfragefunktionen erforderlich.
Des Weiteren gibt es eine Monopolkommission, welche die deutsche Bundesregierung in anderen Fragen der Wettbewerbsregulierung, also z. B. Maßnahmen gegen die Konkurrentensperre berät. Sie ist ein unabhängiges Beratungsgremium aus Experten, die sich mit Behinderungsmissbräuchen beschäftigt, die nicht sofort ersichtlich sind.
Beispiel Mindestlohn
Der Mindestlohn soll als Mindestpreis verhindern, dass Arbeitgeber Arbeitslöhne an ihre Arbeitnehmer zahlen, die unter sozial- und arbeitsmarktpolitischen Aspekten nicht vertretbar sind. In Wirtschaftstheorie und Politik werden sie kontrovers diskutiert. Ein Hauptargument für Mindestlöhne ist die Verbesserung der Einkommenssituation von Beschäftigten im Niedriglohnsektor, ein Hauptargument dagegen ist der drohende Verlust von Arbeitsplätzen. Die Wirkung von Mindestlöhnen auf das Beschäftigungsniveau ist umstritten. Maßgeblich für die möglichen Auswirkungen ist dabei die Höhe des Mindestlohns im Verhältnis zum allgemeinen Lohnniveau.

## Missbrauchsaufsicht
Im Kartellrecht kann die Kartellbehörde folgende Missbrauchstatbestände überprüfen:
- Der preisbezogene Behinderungsmissbrauch ist durch Dumping gekennzeichnet, der nicht-preisbezogene Behinderungsmissbrauch insbesondere durch die so genannte Liefersperre nach der Essential-Facilities-Doktrin.[18]
- Bei der so genannten Kampfpreisunterbietung werden im Vernichtungs- oder Verdrängungswettbewerb Preise des Wettbewerbers gezielt unterboten,[19] was heute zulässig ist.
- Unter Ausschließlichkeitsbindung versteht man die Verpflichtung einer Vertragspartei zum ausschließlichen Geschäftsverkehr mit der anderen. Demnach kann die Ausschließlichkeitsbindung sowohl Hersteller als auch Händler binden.[20]
- Wettbewerbswidrig ist ein Kopplungsvertrag, wenn die Gefahr besteht, dass die Verbraucher über den Marktwert des tatsächlichen Angebots, namentlich über den Wert der angebotenen Zusatzleistung, getäuscht oder sonst unzureichend informiert werden.[21] In diesem Urteil wies der BGH darauf hin, dass es als wettbewerbswidrig gilt, wenn von dem Kopplungsangebot eine so starke Anlockwirkung ausgeht, dass beim Verbraucher ausnahmsweise die Rationalität der Kaufentscheidung vollständig in den Hintergrund tritt.
- Preisdiskriminierung bedeutet im Zusammenhang mit der Antidiskriminierungsbewegung, dass Unternehmer den Preis für Produkte oder Dienstleistungen bei gleicher Produkt- und Dienstleistungsqualität am Käufer orientieren im Hinblick auf dessen Rasse oder wegen dessen ethnischer Herkunft, des Geschlechts, der Religion oder Weltanschauung, einer Behinderung, des Lebensalters oder der sexuellen Identität. Das Allgemeine Gleichbehandlungsgesetz (AGG) verbietet in § 1 AGG zwar diese Benachteiligungen, erwähnt aber in der abschließenden Aufzählung des § 2 Abs. 1 AGG nicht die Preisdiskriminierungen. Sie sind zulässig, wenn besondere Vorteile gewährt werden und ein Interesse an der Durchsetzung der Gleichbehandlung fehlt.[22]
- Unter Ausbeutungsmissbrauch (oder Preishöhenmissbrauch[23]) versteht man im Kartellrecht neben dem Behinderungsmissbrauch und dem Strukturmissbrauch ein Verhalten zur Ausnutzung einer marktbeherrschenden Stellung.[24] Eine andere Art von Ausbeutungsmissbrauch liegt vor, wenn der Marktpartner des marktmächtigen Unternehmens durch unangemessene Einkaufs- oder Verkaufspreise übervorteilt wird. Dies kommt allerdings fast ausschließlich nur bei Strom- und Gasunternehmen vor. Hierbei steht der Verbraucherschutz im Vordergrund, der durch eine Preiskontrolle gewährleistet werden soll.

## Wirtschaftliche Aspekte
Preiskontrollen gehören zum staatlichen Dirigismus (wie auch Ausfuhrverbot, Devisenbewirtschaftung, Einfuhrverbot, Kontingentierung, Lohnstopp, Preisstopp, Prohibition oder Rationierung). Preiskontrollen führen zunächst lediglich zur Überwachung von Preisveränderungen. Werden bestimmte Preisveränderungen vom Staat nicht toleriert, droht ein Preisstopp. Dirigismus führt zu Ineffizienz und Ausweichreaktionen in die Schattenwirtschaft (Schwarzmarkt, grauer Markt). Ebenso finden Preiskontrollen Anwendung, wenn ein erheblicher Teil der Preisbildung auf den Märkten sich nicht mehr entsprechend dem Konkurrenzpreistheorem bildet, sondern durch die Marktmacht der Anbieter (etwa beim Monopol) beeinflusst wird.
In der Preis-Absatz-Funktion liegt ein Marktgleichgewicht bei einem bestimmten Marktvolumen durch den Gleichgewichtspreis vor. Greift der Staat in diesen funktionierenden Markt ein, indem er bestimmt, dass der Preis unterhalb des Gleichgewichtspreises liegen muss, so verringern die Anbieter ihr Güterangebot, während die Verbraucher ihre Güternachfrage erhöhen, es kommt zu einem Nachfrageüberhang oder einer Angebotslücke. Wenn der Staat von den Anbietern einen Preis verlangt, der unterhalb des markträumenden Gleichgewichtspreises liegt, dann verringert sich die Wohlfahrt. In dieser Situation gibt es einen Verkäufermarkt, der durch Warteschlangen und rückläufige Produzentenrenten gekennzeichnet ist. Bei Mindestpreisen kommt es umgekehrt zu einem Angebotsüberhang oder einer Nachfragelücke.
Preiskontrollen finden bei Marktversagen statt wie beispielsweise in Wirtschaftskrisen (etwa in der Kriegswirtschaft). In Staaten mit langfristiger Inflation oder gar Hyperinflation kann es zu Preiskontrollen kommen. Während Preiskontrollen durch staatliche Preisüberwachung der – ansonsten sich frei bildenden Preise – dienen, führen Preisstopps zu einem Einfrieren eines bestimmten Preises.
Es gibt mehrere Gründe, warum Preiskontrollen problematisch sind. Die Möglichkeit, überhöhte Preise zu fordern, schließt auf einen nicht voll funktionsfähigen Wettbewerb. Der Wettbewerb wird in diesen Fällen, was den Preis angeht, nicht seiner volkswirtschaftlichen Lenkungsfunktion gerecht, denn der Preis ist ein Knappheitssignal. Das heißt, dass Preiskontrollen nicht die Ursachen bekämpfen, sondern nur die Symptome. Dabei ist zu beachten, dass Symptome selber wieder zu Ursachen werden können. Wie zum Beispiel im Sinne von der Preissteigerung ausgehender Signalwirkung mit der Folge von Inflationsbeschleunigung. Wenn Preiskontrollen eingesetzt werden, kann ein Erlahmen des Wettbewerbs stattfinden, da die Unternehmen schnell begreifen, dass man mit der Kartellbehörde nur früh genug kooperieren muss, um genehmigte Preise zu erlangen.
Ein weiteres Problem der Preiskontrolle besteht häufig in der Dauer der Maßnahme. Festpreise, die zu einem bestimmten Zeitpunkt durch das Vorliegen von Marktstörungen  gerechtfertigt werden konnten, bestehen häufig dann noch fort, wenn das Marktversagen gar nicht mehr vorliegt. Dies betrifft vor allem die Preisvorschriften zur Stabilisierung der Märkte. Bei einer Ausweitung der Zahl der Anbieter und Nachfrager durch internationale Integration der Märkte und durch Innovation zur Verbesserung der Lagerfähigkeit der Güter entstehen im Laufe der Zeit immer günstigere Bedingungen für die Stabilität des Marktgleichgewichts. Die Fixierung von staatlichen Festpreisen verliert dann ihre Rechtfertigung, wird sie dennoch aufrechterhalten, verursacht sie eigene wirtschaftliche Probleme.
Ebenso gibt es die Gefahr der Übervorteilung des Verbrauchers. Für die Erhaltung und Weiterentwicklung einer freiheitlichen und sozialen Wirtschafts- und Gesellschaftsordnung hat die Wettbewerbspolitik zentrale Bedeutung. Die marktwirtschaftliche Ordnung verspricht nicht nur ein möglichst gutes ökonomisches Ergebnis, sondern auch eine preisgünstige Versorgung der Verbraucher. Es hat sich ebenso gezeigt, dass der vom Wettbewerb gesteuerte Marktprozess die Interessen der Verbraucher weit besser schützt als eine Verbraucherschutzgesetzgebung mit unmittelbaren Interventionsbefugnissen des Staates in den Wirtschaftskreislauf.
Selbst durch einen noch so unangemessen hohen Preis eines einzelnen marktbeherrschenden Unternehmens werden weder die vorhandenen, preisgünstiger anbietenden Wettbewerber noch die Handelsstufen (über die das Erzeugnis zum Verbraucher gelangt) in ihrer wirtschaftlichen Handlungsfreiheit beeinträchtigt. Das Hauptproblem ist jedoch, dass man nicht immer mit Sicherheit sagen kann, ab wann von einem Marktmissbrauch ausgegangen werden muss. Solche Aussagen sind mit Unsicherheiten behaftet und meist nicht aufstellbar oder nachvollziehbar. Ebenso ist es nicht nachvollziehbar, wie das Unternehmen den Preis bestimmt, ob es nun auf das eingesetzte Kapital, auf das einzelne Produkt oder auf das ganze Unternehmen zurückzuführen ist. Man kann nicht mit Sicherheit sagen, wie viel für Forschung und Entwicklung ausgegeben wurde. Dies für jedes Unternehmen einzeln zu bestimmen, ist mit immensen Kosten und Personal verbunden, die veröffentlichten Unternehmensdaten lassen hierüber keine Schlussfolgerungen zu. Keine Marktanalyse des betreffenden Marktes kann aufzeigen, wann der teure Preis eines Produkts gerechtfertigt ist und ab wann der Missbrauch beginnt. Es lassen sich auch nicht immer Vergleichsmärkte finden, mit denen man die Produkte vergleichen könnte oder die aufschlussreich wären, und Diskriminierungen lassen sich ebenso wenig vermeiden. Dies setzt vollständige Markttransparenz voraus, die nur beim (in der Praxis selten vorkommenden) vollkommenen Markt vorhanden ist.